# Chrysomphalus aberrans
Chrysomphalus aberrans är en insektsart som beskrevs av Mamet 1951. Chrysomphalus aberrans ingår i släktet Chrysomphalus och familjen pansarsköldlöss.
Artens utbredningsområde är Madagaskar. Inga underarter finns listade i Catalogue of Life.